# Món grecoromà

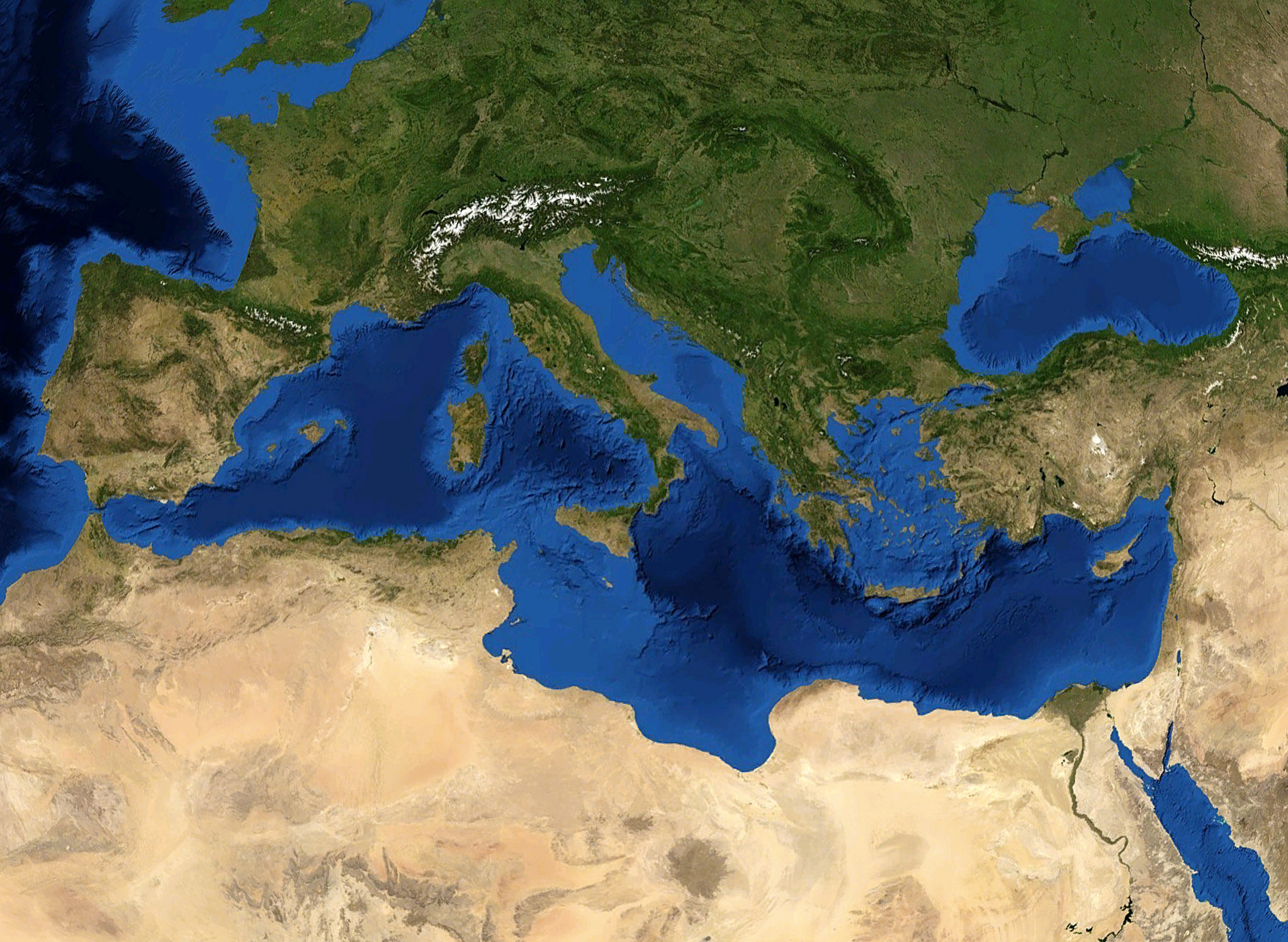
Mar Mediterrània i Mar Negre (a la part superior dreta).

El món grecoromà, cultura grecoromana o el terme grecoromà, quan s'utilitza com un adjectiu, com l'entenen els estudiosos i escriptors moderns, es refereix a les regions geogràfiques i països que culturalment (i també històricament) van ser directament, prolongadament i íntimament influïts per la llengua, cultura, govern i religió dels antics grecs i romans. En termes exactes l'àrea es refereix al «món mediterrani», les grans extensions de terra centrades a les conques mediterrània i de la mar Negra, la «piscina i balneari» dels grecs i romans, és a dir, un on les seves percepcions culturals, idees i sensibilitats eren dominants.

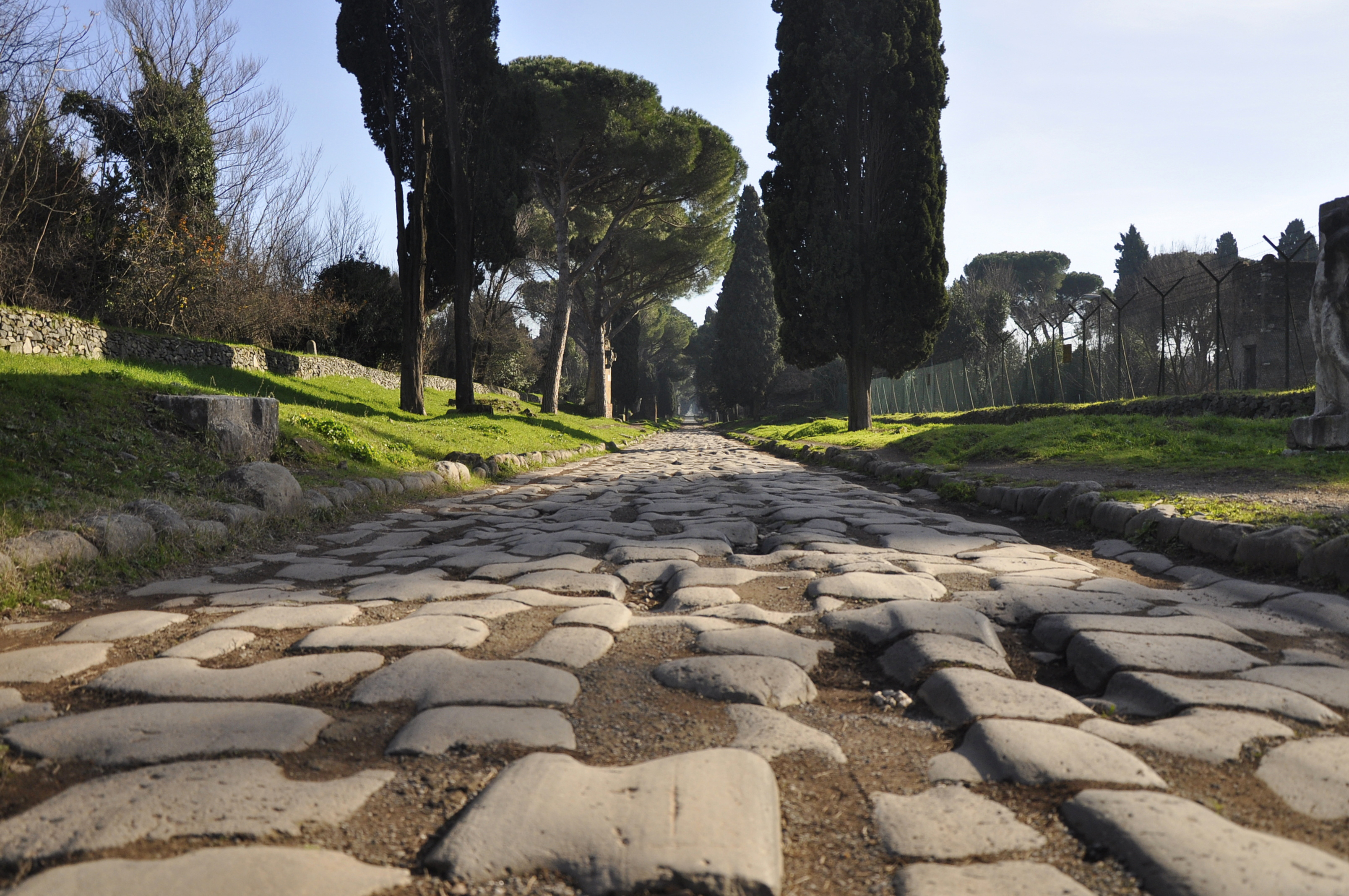
La Via Àpia: tots els camins duen a Roma

El terme món grecoromà descriu aquelles regions que van ser durant moltes generacions sotmeses al govern dels grecs i romans i així acceptaven, o per fi es van veure obligats a abraçar-los com els seus mestres i professors. Aquest procés es va veure afavorit per l'adopció aparentment universal del grec com la llengua de la cultura intel·lectual i almenys del comerç oriental, i del llatí com a llengua per a la gestió pública i la defensa forense, especialment en l'Oest (des del punt de vista de la mar Mediterrània). Malgrat aquestes llengües mai es van convertir en els idiomes nadius dels camperols (la gran majoria de la població), van ser les llengües dels habitants de les ciutats i de les elits cosmopolites, i com a mínim intel·ligible (vegeu lingua franca), encara que només com dialectes corruptes o múltiples als que vivien en els territoris grans i poblacions fora dels assentaments de Macedònia i les colònies romans. Certament, tots els alts dignataris, qualsevol que sigui la seva extracció ètnica, parlaven i escrivien en grec i/o llatí. Així, el jurista romà i canceller imperial Ulpià era fenici, el matemàtic i geògraf greco-egipci Claudi Ptolemeu va ser un ciutadà romà i els famosos pensadors post-Constantí, Joan Crisòstom i Agustí, eren sirià i amazic, respectivament. L'historiador Flavi Josep era jueu, però també va escriure i parlar en grec, i era ciutadà romà. Pròpiament parlant, el terme «món grecoromà» significa tot el regne des de la Serralada de l'Atles fins al Caucas, des del nord de la Gran Bretanya al Hijaz, des de la costa atlàntica de la península Ibèrica a la conca alta del riu Tigris i des del punt en el qual entra el Rin al Mar del Nord fins al nord del Sudan. La conca de la mar Negra, en particular, el país conegut com la Dàcia o Romania, el Quersonès Tàuric o Crimea, i els regnes caucàsics que s'estenen tant en els mars Negre i Caspi van compondre aquesta definició. Com els regnes grecs d'Àsia occidental successivament van caure davant les armes suposadament invencibles de Roma, i llavors s'incorporaven gradualment a l'imperi universal dels cèsars, la difusió de la cultura política i social grega i la «llei i la llibertat» romanes han convertit aquestes àrees en parts del món grecoromà.

## Cultura grecoromana

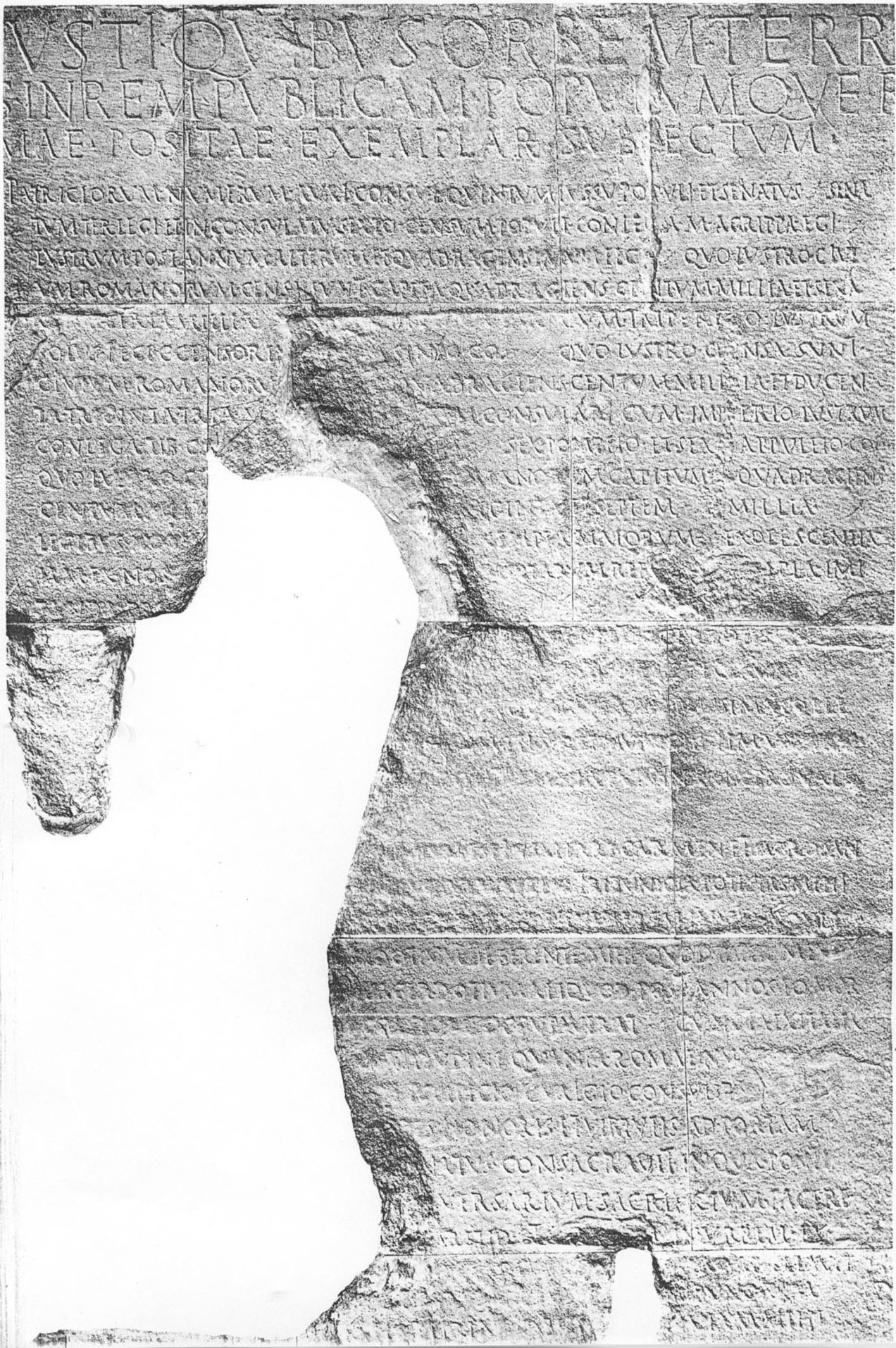
Res Gestae: monument epigràfic d'Àncira en llatí i grec.

A les escoles d'art, filosofia i retòrica, els fonaments d'educació es van transmetre per totes les terres de l'imperi grec i romà. Dins de la seva classe educada, que abasta tota l'era «grecoromana», el testimoni dels préstecs i influències literàries és una prova aclaparadora d'una capa de coneixement mutu. Per exemple, diversos centenars de volums de papir trobats en una vil·la romana d'Herculà estan en grec. De la vida de Ciceró i Juli Cèsar, se sap que els romans freqüentaven les escoles a Grècia. La instal·lació tant en grec i llatí d'elogi monumental d'August, la Res Gestae, és una prova de reconeixement oficial per al trànsit de dues vies de la cultura comuna. La familiaritat de les figures de la llegenda i història romana en les «Vides paral·leles» compostes per Plutarc, és un exemple de la mesura en què «la història universal» era llavors sinònim dels èxits dels llatins i hel·lens famosos. La majoria dels romans educats probablement eren bilingües en grec i llatí.

## Arquitectura

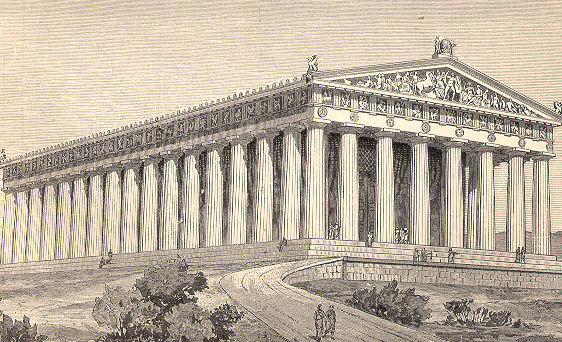
Reconstitució del Partenó (1891).

L'arquitectura grecoromana és abundant en columnes i mida. Hi ha dos tipus principals de d'arquitectura grecoromana, dòrica i jònica. Exemples de l'arquitectura dòrica són el Partenó i el Temple d'Hefest a Atenes, mentre que el Erectèon, que es troba just al costat del Partenó és jònic. L'arquitectura jònica grecoromana tendeix a ser més decorativa que els estils dòrics formals. La majoria dels edificis supervivents de l'arquitectura grecoromana s'inclinen cap als temples, a causa dels materials de construcció utilitzats, encara que la pedra calcària es descompon gradualment amb l'erosió natural.